# Yader Zoli
Yader Zoli (nascido em 1 de outubro de 1972) é um ciclista profissional italiano que participava em competições de ciclismo de montanha.
Participou nos Jogos Olímpicos de 2004 em Atenas, onde terminou em trigésimo quinto lugar no cross-country. Em Pequim 2008, foi o trigésimo competindo na mesma prova.